# Formule 1 v roce 2020
Sezóna Formule 1 2020 byla 71. sezónou Mistrovství světa Formule 1, závodní série pořádané pod hlavičkou Mezinárodní automobilové federace (FIA). Účastnilo se jí dvacet jezdců a deset týmů. V kalendáři sezóny bylo původně vypsáno 22 závodů, ale kvůli pandemii covidu-19 byly některé závody zrušeny a odloženy. Z tohoto důvodu vznikla nová podoba kalendáře, která čítala celkem 17 závodů.

## Týmy a jezdci
| #  | Obr | Tým                           | Šasi                  | Název/typ motoru    | Konstruktér               | Pneu | No. | Zkratka | Obr.               | Jezdci           | Závody    | Testovací/Rezervní Jezdci                                         |
| -- | --- | ----------------------------- | --------------------- | ------------------- | ------------------------- | ---- | --- | ------- | ------------------ | ---------------- | --------- | ----------------------------------------------------------------- |
| 1  |     | Mercedes-AMG Petronas F1 Team | F1 W11 EQ Performance | Mercedes-AMG F1 M11 | Mercedes                  | P    | 44  | HAM     |                    | Lewis Hamilton   | 1–15, 17  | Stoffel Vandoorne Esteban Gutiérrez Nyck de Vries                 |
| 1  | 63  | Mercedes-AMG Petronas F1 Team | F1 W11 EQ Performance | Mercedes-AMG F1 M11 | Mercedes                  | P    | RUS |         | George Russell     | 16               |           | Stoffel Vandoorne Esteban Gutiérrez Nyck de Vries                 |
| 1  | 77  | Mercedes-AMG Petronas F1 Team | F1 W11 EQ Performance | Mercedes-AMG F1 M11 | Mercedes                  | P    | BOT |         | Valtteri Bottas    | Vše              |           | Stoffel Vandoorne Esteban Gutiérrez Nyck de Vries                 |
| 2  |     | Scuderia Ferrari              | SF1000                | Ferrari 065         | Ferrari                   | P    | 16  | LEC     |                    | Charles Leclerc  | Vše       | Antonio Giovinazzi Antonio Fuoco Davide Rigon Pascal Wehrlein     |
| 2  | 5   | Scuderia Ferrari              | SF1000                | Ferrari 065         | Ferrari                   | P    | VET |         | Sebastian Vettel   | Vše              |           | Antonio Giovinazzi Antonio Fuoco Davide Rigon Pascal Wehrlein     |
| 3  |     | Aston Martin Red Bull Racing  | RB16                  | Honda RA620H        | Red Bull–Honda            | P    | 33  | VER     |                    | Max Verstappen   | Vše       | Sébastien Buemi Sérgio Sette Câmara Jüri Vips                     |
| 3  | 23  | Aston Martin Red Bull Racing  | RB16                  | Honda RA620H        | Red Bull–Honda            | P    | ALB |         | Alexander Albon    | Vše              |           | Sébastien Buemi Sérgio Sette Câmara Jüri Vips                     |
| 4  |     | McLaren F1 Team               | MCL35                 | Renault E-Tech 20   | McLaren–Renault           | P    | 55  | SAI     |                    | Carlos Sainz Jr. | Vše       | Oliver Turvey Will Stevens                                        |
| 4  | 4   | McLaren F1 Team               | MCL35                 | Renault E-Tech 20   | McLaren–Renault           | P    | NOR |         | Lando Norris       | Vše              |           | Oliver Turvey Will Stevens                                        |
| 5  |     | Renault DP World F1 Team      | R.S.20                | Renault E-Tech 20   | Renault                   | P    | 3   | RIC     |                    | Daniel Ricciardo | Vše       | Sergej Sirotkin Čou Kuan-jü                                       |
| 5  | 31  | Renault DP World F1 Team      | R.S.20                | Renault E-Tech 20   | Renault                   | P    | OCO |         | Esteban Ocon       | Vše              |           | Sergej Sirotkin Čou Kuan-jü                                       |
| 6  |     | BWT Racing Point F1 Team      | RP20                  | BWT Mercedes        | Racing Point–BWT Mercedes | P    | 11  | PER     |                    | Sergio Pérez     | 1–3, 6–17 |                                                                   |
| 6  | 27  | BWT Racing Point F1 Team      | RP20                  | BWT Mercedes        | Racing Point–BWT Mercedes | P    | HUL |         | Nico Hülkenberg    | 4–5              |           |                                                                   |
| 6  | 18  | BWT Racing Point F1 Team      | RP20                  | BWT Mercedes        | Racing Point–BWT Mercedes | P    | STR |         | Lance Stroll       | 1–10, 12–17      |           |                                                                   |
| 6  | 27  | BWT Racing Point F1 Team      | RP20                  | BWT Mercedes        | Racing Point–BWT Mercedes | P    | HUL |         | Nico Hülkenberg    | 11               |           |                                                                   |
| 7  |     | Alfa Romeo Racing Orlen       | C39                   | Ferrari 065         | Alfa Romeo–Ferrari        | P    | 7   | RAI     |                    | Kimi Räikkönen   | Vše       | Robert Kubica Tatiana Calderón Mick Schumacher Callum Ilott       |
| 7  | 99  | Alfa Romeo Racing Orlen       | C39                   | Ferrari 065         | Alfa Romeo–Ferrari        | P    | GIO |         | Antonio Giovinazzi | Vše              |           | Robert Kubica Tatiana Calderón Mick Schumacher Callum Ilott       |
| 8  |     | Haas F1 Team                  | VF-20                 | Ferrari 065         | Haas–Ferrari              | P    | 20  | MAG     |                    | Kevin Magnussen  | Vše       | Louis Delétraz Pietro Fittipaldi Mick Schumacher                  |
| 8  | 8   | Haas F1 Team                  | VF-20                 | Ferrari 065         | Haas–Ferrari              | P    | GRO |         | Romain Grosjean    | 1–15             |           | Louis Delétraz Pietro Fittipaldi Mick Schumacher                  |
| 8  | 51  | Haas F1 Team                  | VF-20                 | Ferrari 065         | Haas–Ferrari              | P    | FIT |         | Pietro Fittipaldi  | 16–17            |           | Louis Delétraz Pietro Fittipaldi Mick Schumacher                  |
| 9  |     | Williams Racing               | FW43                  | Mercedes-AMG F1 M11 | Williams–Mercedes         | P    | 63  | RUS     |                    | George Russell   | 1–15, 17  | Karun Chandhok Dan Ticktum Roy Nissany Jamie Chadwick Jack Aitken |
| 9  | 89  | Williams Racing               | FW43                  | Mercedes-AMG F1 M11 | Williams–Mercedes         | P    | AIT |         | Jack Aitken        | 16               |           | Karun Chandhok Dan Ticktum Roy Nissany Jamie Chadwick Jack Aitken |
| 9  | 6   | Williams Racing               | FW43                  | Mercedes-AMG F1 M11 | Williams–Mercedes         | P    | LAT |         | Nicholas Latifi    | Vše              |           | Karun Chandhok Dan Ticktum Roy Nissany Jamie Chadwick Jack Aitken |
| 10 |     | Scuderia AlphaTauri Honda     | AT01                  | Honda RA620H        | AlphaTauri–Honda          | P    | 10  | GAS     |                    | Pierre Gasly     | Vše       | Sérgio Sette Câmara Júki Cunoda Marino Sato                       |
| 10 | 26  | Scuderia AlphaTauri Honda     | AT01                  | Honda RA620H        | AlphaTauri–Honda          | P    | KVY |         | Daniil Kvjat       | Vše              |           | Sérgio Sette Câmara Júki Cunoda Marino Sato                       |

### Změny před sezónou
- Toro Rosso zažádalo o přejmenování na AlphaTauri, což je módní značka patřící Red Bullu. FIA žádosti vyhověla.[2][3]
- Nicholas Latifi si zvolil jako své závodní číslo číslo 6. Stejné užíval mistr světa sezony 2016 Nico Rosberg, jelikož je ale více než dvě sezony mimo F1 číslo může užívat další jezdec.

### Změny v průběhu sezóny
- Před zahájením tréninků na Grand Prix Británie měl Sergio Pérez pozitivní test na koronavirus. V závodě ho měl vystřídat Nico Hülkenberg, který ovšem do závodu nenastoupil kvůli problémům s pohonnou jednotkou. Hülkenberg jel také Grand Prix 70. výročí Formule 1, která se konala o týden později.[4]
- Nico Hülkenberg se objevil v monopostu týmu Racing Point také během Grand Prix Eifelu, kde nahradil Lance Strolla, který kvůli zdravotním potížím do závodu nenastoupil.[5]
- Romain Grosjean měl v 1. kole Grand Prix Bahrajnu vážnou nehodu, během které se jeho monopost rozpadl na dva kusy a explodoval. Grosjean vyvázl s lehčími popáleninami na končetinách, v Grand Prix Sachíru ho proto nahradil vnuk Emersona Fittipaldiho Pietro Fittipaldi.[6]
- Lewis Hamilton měl před Grand Prix Sachíru pozitivní test na covid-19. V závodě ho proto nahradil George Russell z Williamsu, toho pak nahradil Jack Aitken z Formule 2.[7]

## Přestupy jezdců
| Jezdec          | 2019              | 2020                      | Pozice v týmu/Série                             |
| --------------- | ----------------- | ------------------------- | ----------------------------------------------- |
| Esteban Ocon    | Mercedes (Test)   | Renault                   | Jezdec                                          |
| Nico Hülkenberg | Renault           | Racing Point-Mercedes     | Bez stálého angažmá, záskok za Péreze a Strolla |
| Robert Kubica   | Williams-Mercedes | Alfa Romeo ART Grand Prix | Rezervní jezdec DTM                             |
| Nicholas Latifi | DAMS (F2)         | Williams-Mercedes         | Jezdec                                          |

## Kalendář
Finální verze náhradního kalendáře:
| Pořadí | Grand Prix                                | Trať                                                   | Mapka trati   | Datum         |
| ------ | ----------------------------------------- | ------------------------------------------------------ | ------------- | ------------- |
| T      | Předsezonní testy - Barcelona I.          | Circuit de Catalunya, Barcelona                        |               | 19.-21. února |
| T      | Předsezonní testy - Barcelona II.         | Circuit de Catalunya, Barcelona                        | 26.-28. února |               |
| 1      | Grand Prix Rakouska                       | Red Bull Ring, Spielberg                               |               | 5. července   |
| 2      | Grand Prix Štýrska                        | Red Bull Ring, Spielberg                               | 12. července  |               |
| 3      | Grand Prix Maďarska                       | Hungaroring, Mogyoród                                  |               | 19. července  |
| 4      | Grand Prix Velké Británie                 | Silverstone, Silverstone                               |               | 2. srpna      |
| 5      | Grand Prix 70. výročí Formule 1           | Silverstone, Silverstone                               | 9. srpna      |               |
| 6      | Grand Prix Španělska                      | Circuit de Catalunya, Barcelona                        |               | 16. srpna     |
| 7      | Grand Prix Belgie                         | Circuit de Spa-Francorchamps, Spa                      |               | 30. srpna     |
| 8      | Grand Prix Itálie                         | Autodromo Nazionale Monza, Monza                       |               | 6. září       |
| 9      | Grand Prix Toskánska                      | Mugello Circuit, Scarperia e San Piero                 |               | 13. září      |
| 10     | Grand Prix Ruska                          | Sochi Autodrom, Soči                                   |               | 27. září      |
| 11     | Grand Prix Eifelu                         | Nürburgring, Nürburg                                   |               | 11. října     |
| 12     | Grand Prix Portugalska                    | Algarve International Circuit, Portimão                |               | 25. října     |
| 13     | Grand Prix Emilia Romagna                 | Autodromo Enzo e Dino Ferrari, Imola                   |               | 1. listopadu  |
| 14     | Grand Prix Turecka                        | Istanbul Racing Circuit, Istanbul                      |               | 15. listopadu |
| 15     | Grand Prix Bahrajnu                       | Bahrain International Circuit (Klasický okruh), Sakhir |               | 29. listopadu |
| 16     | Grand Prix Sachíru                        | Bahrain International Circuit (Vnější okruh), Sakhir   |               | 6. prosince   |
| 17     | Grand Prix Abú Zabí                       | Yas Marina Circuit, Abú Zabí                           |               | 13. prosince  |
| T      | Posezonní testy mladých jezdců - Abú Zabí | Yas Marina Circuit, Abú Zabí                           | 15. prosince  |               |
| Zdroj: |                                           |                                                        |               |               |

Závody, které byly součástí původního kalendáře, ale kvůli pandemii covidu-19 byly zrušeny:
| Grand Prix              | Trať                                           | Mapka trati | Původní datum |
| ----------------------- | ---------------------------------------------- | ----------- | ------------- |
| Grand Prix Austrálie    | Albert Park Circuit, Melbourne                 |             | 15. března    |
| Grand Prix Vietnamu     | Hanoi Street Circuit, Hanoj                    | —           | 5. dubna      |
| Grand Prix Číny         | Shanghai International Circuit, Šanghaj        |             | 19. dubna     |
| Grand Prix Nizozemska   | Circuit Park Zandvoort, Zandvoort              |             | 3. května     |
| Grand Prix Monaka       | Circuit de Monaco, Monte Carlo                 |             | 24. května    |
| Grand Prix Ázerbájdžánu | Baku City Circuit, Baku                        |             | 7. června     |
| Grand Prix Kanady       | Circuit Gilles Villeneuve, Montréal            |             | 14. června    |
| Grand Prix Francie      | Circuit Paul-Ricard, Le Castellet              |             | 28. června    |
| Grand Prix Singapuru    | Marina Bay Street Circuit, Singapur            |             | 20. září      |
| Grand Prix Japonska     | Suzuka Circuit, Suzuka                         |             | 11. října     |
| Grand Prix USA          | Circuit of the Americas, Austin, Texas         |             | 25. října     |
| Grand Prix Mexika       | Autódromo Hermanos Rodríguez, Ciudad de México |             | 1. listopadu  |
| Grand Prix Brazílie     | Autódromo José Carlos Pace, São Paulo          |             | 15. listopadu |

### Změny způsobené pandemií koronaviru
- Grand Prix Číny, původně plánovaná na 19. dubna, byla 12. února odložena na neurčito.[9]
- U jednoho ze zaměstnanců týmu McLaren byla před Grand Prix Austrálie zjištěna nákaza koronavirem. Tým se proto rozhodl závodu nezúčastnit.[10] Necelé dvě hodiny před startem prvního tréninku byla úvodní velká cena zrušena.[11]
- Druhý závod sezóny, Grand Prix Bahrajnu, se měl jet původně bez diváků.[12] Po zrušení Grand Prix Austrálie byl ale závod odložen, stejně jako Grand Prix Vietnamu.[13]
- 19. března byly odloženy další dva závody v Nizozemsku a ve Španělsku. Zároveň byla zrušena Grand Prix Monaka.[14]
- 23. března byla odložena Grand Prix Ázerbájdžánu, která se měla jet 7. června.[15]
- 7. dubna byla odložena Grand Prix Kanady, která se měla jet týden po Grand Prix Ázerbájdžánu, tedy 14. června.[16]
- 27. dubna byla zrušena Grand Prix Francie, která se měla jet 28. června.[17]
- Původně odložená Grand Prix Nizozemska byla 28. května zrušena.[18]
- 2. června byla oznámena evropská část náhradního kalendáře, která se pojede v létě.[19]
- 12. června bylo oznámeno, že se v této sezóně neuskuteční Grand Prix Ázerbájdžánu, Grand Prix Singapuru a Grand Prix Japonska.[20]
- 10. července byl oznámen premiérový závod na italském okruhu Mugello. Zároveň bylo potvrzeno konání Grand Prix Ruska v původním termínu.[21]
- 24. července byly do kalendáře přidány další závody v Německu, Portugalsku a Itálii. Zároveň bylo oznámeno, že se v této sezóně neuskuteční žádný závod na americkém kontinentu.[22]
- 25. srpna byla zveřejněna konečná verze kalendáře sezóny 2020. Dosavadních 13 závodů doplnilo Turecko, dva závody v Bahrajnu a nakonec Abú Zabí.[1]
- 28. srpna bylo oznámeno, že druhý závod v Bahrajnu (Grand Prix Sachíru) se pojede na vnější verzi okruhu.
- 16. října bylo potvrzeno zrušení závodu ve Vietnamu.[23]

## Výsledky testů
| Pořadí testů               | Den | Okruh                | Čas      | Jezdec           | Tým                |
| -------------------------- | --- | -------------------- | -------- | ---------------- | ------------------ |
| První předsezonní testy    | 1   | Circuit de Catalunya | 1:16.976 | Lewis Hamilton   | Mercedes           |
| První předsezonní testy    | 2   | Circuit de Catalunya | 1:17.091 | Kimi Räikkönen   | Alfa Romeo-Ferrari |
| První předsezonní testy    | 3   | Circuit de Catalunya | 1:15.732 | Valtteri Bottas  | Mercedes           |
| Druhé předsezonní testy    | 1   | Circuit de Catalunya | 1:16.942 | Robert Kubica    | Alfa Romeo-Ferrari |
| Druhé předsezonní testy    | 2   | Circuit de Catalunya | 1:16.841 | Sebastian Vettel | Ferrari            |
| Druhé předsezonní testy    | 3   | Circuit de Catalunya | 1:16.196 | Valtteri Bottas  | Mercedes           |
| Posezonní testy ml. jezdců | 1   | Yas Marina Circuit   | 1:36.333 | Fernando Alonso  | Renault            |

## Pneumatiky
Jediným poskytovatelem pneumatik pro sezónu 2020 bylo Pirelli. Přestože nemají v závodě žádné využití, Pirelli poskytuje týmům od roku 2014 během předsezónního tréninku tvrdé zimní pneumatiky, které jsou speciálně navrženy pro výkon v obzvláště chladných dnech. Od ostatních se odlišují tím, že na straně nemají žádné označení.
| Název                    | Barva | Barva | Povrch     | Podmínky tratě | Typ sloučeniny | Přilnavost              | Odolnost              |
| ------------------------ | ----- | ----- | ---------- | -------------- | -------------- | ----------------------- | --------------------- |
| Soft (super měkké)       | S     |       | Hladký     | Suché          | Měkký          | 1 - Nejvyšší přilnavost | 3 - Nejnižší odolnost |
| Medium (měkké)           | M     |       | Hladký     | Suché          | Střední        | 2                       | 2                     |
| Hard (střední)           | H     |       | Hladký     | Suché          | Tvrdý          | 3 - Nejhorší přilnavost | 1 - Nejvyšší odolnost |
| Intermediate (přechodné) | I     |       | Drážkovaný | Mokré          | Přechodný      |                         |                       |
| Wet (mokré)              | W     |       | Drážkovaný | Mokré          | Mokrý          |                         |                       |

## Výsledky a pořadí
| Pořadí | Grand Prix                      | Pole position   | Nejrychlejší kolo | Vítěz závodu    | Vítězný tým           | Výsledky |
| ------ | ------------------------------- | --------------- | ----------------- | --------------- | --------------------- | -------- |
| 1      | Grand Prix Rakouska             | Valtteri Bottas | Lando Norris      | Valtteri Bottas | Mercedes              | Výsledky |
| 2      | Grand Prix Štýrska              | Lewis Hamilton  | Carlos Sainz Jr.  | Lewis Hamilton  | Mercedes              | Výsledky |
| 3      | Grand Prix Maďarska             | Lewis Hamilton  | Lewis Hamilton    | Lewis Hamilton  | Mercedes              | Výsledky |
| 4      | Grand Prix Velké Británie       | Lewis Hamilton  | Max Verstappen    | Lewis Hamilton  | Mercedes              | Výsledky |
| 5      | Grand Prix 70. výročí Formule 1 | Valtteri Bottas | Lewis Hamilton    | Max Verstappen  | Red Bull-Honda        | Výsledky |
| 6      | Grand Prix Španělska            | Lewis Hamilton  | Valtteri Bottas   | Lewis Hamilton  | Mercedes              | Výsledky |
| 7      | Grand Prix Belgie               | Lewis Hamilton  | Daniel Ricciardo  | Lewis Hamilton  | Mercedes              | Výsledky |
| 8      | Grand Prix Itálie               | Lewis Hamilton  | Lewis Hamilton    | Pierre Gasly    | AlphaTauri-Honda      | Výsledky |
| 9      | Grand Prix Toskánska            | Lewis Hamilton  | Lewis Hamilton    | Lewis Hamilton  | Mercedes              | Výsledky |
| 10     | Grand Prix Ruska                | Lewis Hamilton  | Valtteri Bottas   | Valtteri Bottas | Mercedes              | Výsledky |
| 11     | Grand Prix Eifelu               | Valtteri Bottas | Max Verstappen    | Lewis Hamilton  | Mercedes              | Výsledky |
| 12     | Grand Prix Portugalska          | Lewis Hamilton  | Lewis Hamilton    | Lewis Hamilton  | Mercedes              | Výsledky |
| 13     | Grand Prix Emilia Romagna       | Valtteri Bottas | Lewis Hamilton    | Lewis Hamilton  | Mercedes              | Výsledky |
| 14     | Grand Prix Turecka              | Lance Stroll    | Lando Norris      | Lewis Hamilton  | Mercedes              | Výsledky |
| 15     | Grand Prix Bahrajnu             | Lewis Hamilton  | Max Verstappen    | Lewis Hamilton  | Mercedes              | Výsledky |
| 16     | Grand Prix Sachíru              | Valtteri Bottas | George Russell    | Sergio Pérez    | Racing Point-Mercedes | Výsledky |
| 17     | Grand Prix Abú Zabí             | Max Verstappen  | Daniel Ricciardo  | Max Verstappen  | Red Bull-Honda        | Výsledky |

### Pořadí jezdců
Za umístění v závodě získává body prvních 10 jezdců v cíli. Body jsou rozděleny takto:
| Umístění | 1. | 2. | 3. | 4. | 5. | 6. | 7. | 8. | 9. | 10. | NK |
| Body     | 25 | 18 | 15 | 12 | 10 | 8  | 6  | 4  | 2  | 1   | 1  |

V případě rovnosti bodů rozhoduje pravidlo „nejlepších umístění“, tj. výše v celkovém pořadí se umístí jezdec, který má více prvních míst. Pokud je počet shodný, porovnává se počet druhých míst, třetích míst atd. Konečné rozhodnutí vydává FIA.
| Poř.    | Jezdec             | AUT | STY | HUN | GBR | 70A | ESP | BEL | ITA | TUS | RUS | EIF | POR | EMI | TUR | BHR | SKR | ABU | Body |
| ------- | ------------------ | --- | --- | --- | --- | --- | --- | --- | --- | --- | --- | --- | --- | --- | --- | --- | --- | --- | ---- |
| 1       | Lewis Hamilton     | 4   | 1   | 1   | 1   | 2   | 1   | 1   | 7   | 1   | 3   | 1   | 1   | 1   | 1   | 1   |     | 3   | 347  |
| 2       | Valtteri Bottas    | 1   | 2   | 3   | 11  | 3   | 3   | 2   | 5   | 2   | 1   | Ret | 2   | 2   | 14  | 8   | 8   | 2   | 223  |
| 3       | Max Verstappen     | Ret | 3   | 2   | 2   | 1   | 2   | 3   | Ret | Ret | 2   | 2   | 3   | Ret | 6   | 2   | Ret | 1   | 214  |
| 4       | Sergio Pérez       | 6   | 6   | 7   | WD  |     | 5   | 10  | 10  | 5   | 4   | 4   | 7   | 6   | 2   | 18† | 1   | Ret | 125  |
| 5       | Daniel Ricciardo   | Ret | 8   | 8   | 4   | 14  | 11  | 4   | 6   | 4   | 5   | 3   | 9   | 3   | 10  | 7   | 5   | 7   | 119  |
| 6       | Carlos Sainz Jr.   | 5   | 9   | 9   | 13  | 13  | 6   | DNS | 2   | Ret | Ret | 5   | 6   | 7   | 5   | 5   | 4   | 6   | 105  |
| 7       | Alexander Albon    | 13† | 4   | 5   | 8   | 5   | 8   | 6   | 15  | 3   | 10  | Ret | 12  | 15  | 7   | 3   | 6   | 4   | 105  |
| 8       | Charles Leclerc    | 2   | Ret | 11  | 3   | 4   | Ret | 14  | Ret | 8   | 6   | 7   | 4   | 5   | 4   | 10  | Ret | 13  | 98   |
| 9       | Lando Norris       | 3   | 5   | 13  | 5   | 9   | 10  | 7   | 4   | 6   | 15  | Ret | 13  | 8   | 8   | 4   | 10  | 5   | 97   |
| 10      | Pierre Gasly       | 7   | 15  | Ret | 7   | 11  | 9   | 8   | 1   | Ret | 9   | 6   | 5   | Ret | 13  | 6   | 11  | 8   | 75   |
| 11      | Lance Stroll       | Ret | 7   | 4   | 9   | 6   | 4   | 9   | 3   | Ret | Ret | WD  | Ret | 13  | 9   | Ret | 3   | 10  | 75   |
| 12      | Esteban Ocon       | 8   | Ret | 14  | 6   | 8   | 13  | 5   | 8   | Ret | 7   | Ret | 8   | Ret | 11  | 9   | 2   | 9   | 62   |
| 13      | Sebastian Vettel   | 10  | Ret | 6   | 10  | 12  | 7   | 13  | Ret | 10  | 13  | 11  | 10  | 12  | 3   | 13  | 12  | 14  | 33   |
| 14      | Daniil Kvjat       | 12† | 10  | 12  | Ret | 10  | 12  | 11  | 9   | 7   | 8   | 15  | 19  | 4   | 12  | 11  | 7   | 11  | 32   |
| 15      | Nico Hülkenberg    |     |     |     | DNS | 7   |     |     |     |     |     | 8   |     |     |     |     |     |     | 10   |
| 16      | Kimi Räikkönen     | Ret | 11  | 15  | 17  | 15  | 14  | 12  | 13  | 9   | 14  | 12  | 11  | 9   | 15  | 15  | 14  | 12  | 4    |
| 17      | Antonio Giovinazzi | 9   | 14  | 17  | 14  | 17  | 16  | Ret | 16  | Ret | 11  | 10  | 15  | 10  | Ret | 16  | 13  | 16  | 4    |
| 18      | George Russell     | Ret | 16  | 18  | 12  | 18  | 17  | Ret | 14  | 11  | 18  | Ret | 14  | Ret | 16  | 12  | 9   | 15  | 3    |
| 19      | Romain Grosjean    | Ret | 13  | 16  | 16  | 16  | 19  | 15  | 12  | 12  | 17  | 9   | 17  | 14  | Ret | Ret |     |     | 2    |
| 20      | Kevin Magnussen    | Ret | 12  | 10  | Ret | Ret | 15  | 17  | Ret | Ret | 12  | 13  | 16  | Ret | 17† | 17  | 15  | 18  | 1    |
| 21      | Nicholas Latifi    | 11  | 17  | 19  | 15  | 19  | 18  | 16  | 11  | Ret | 16  | 14  | 18  | 11  | Ret | 14  | Ret | 17  | 0    |
| 22      | Jack Aitken        |     |     |     |     |     |     |     |     |     |     |     |     |     |     |     | 16  |     | 0    |
| 23      | Pietro Fittipaldi  |     |     |     |     |     |     |     |     |     |     |     |     |     |     |     | 17  | 19  | 0    |
| Poř.    | Jezdec             | AUT | STY | HUN | GBR | 70A | ESP | BEL | ITA | TUS | RUS | EIF | POR | EMI | TUR | BHR | SKR | ABU | Body |
| Zdroje: |                    |     |     |     |     |     |     |     |     |     |     |     |     |     |     |     |     |     |      |

| Legenda k tabulce | Legenda k tabulce                                                                       |
| Barva             | Výsledek                                                                                |
| ----------------- | --------------------------------------------------------------------------------------- |
| Zlatá             | Vítěz                                                                                   |
| Stříbrná          | 2. místo                                                                                |
| Bronzová          | 3. místo                                                                                |
| Zelená            | Bodované umístění                                                                       |
| Modrá             | Nebodované umístění                                                                     |
| Modrá             | Dokončil neklasifikován (NC)                                                            |
| Fialová           | Odstoupil (Ret)                                                                         |
| Červená           | Nekvalifikoval se (DNQ)                                                                 |
| Červená           | Nepředkvalifikoval se (DNPQ)                                                            |
| Černá             | Diskvalifikován (DSQ)                                                                   |
| Bílá              | Nestartoval (DNS)                                                                       |
| Bílá              | Závod zrušen (C)                                                                        |
| Světle modrá      | Pouze trénoval (PO)                                                                     |
| Světle modrá      | Páteční testovací jezdec (TD)                                                           |
| Bez barvy         | Netrénoval (DNP)                                                                        |
| Bez barvy         | Vyřazen (EX)                                                                            |
| Bez barvy         | Nepřijel (DNA)                                                                          |
| Bez barvy         | Odvolal účast (WD)                                                                      |
| Bez barvy         | Nezúčastnil se (prázdné)                                                                |
| Označení          | Význam                                                                                  |
| Tučnost           | Pole position                                                                           |
| Kurzíva           | Nejrychlejší kolo                                                                       |
| †                 | Jezdec nedojel do cíle, ale byl klasifikován, protože odjel více než 90 % délky závodu. |
| ‡                 | Byl udělován poloviční počet bodů, protože bylo odjeto méně než 75 % délky závodu.      |
| Horní index       | Umístění bodujících jezdců ve sprintu                                                   |

### Pohár konstruktérů
| Poř.    | Konstruktér               | No. | AUT | STY | HUN | GBR | 70A | ESP | BEL | ITA | TUS | RUS | EIF | POR | EMI | TUR | BHR | SKR | ABU | Body |
| ------- | ------------------------- | --- | --- | --- | --- | --- | --- | --- | --- | --- | --- | --- | --- | --- | --- | --- | --- | --- | --- | ---- |
| 1       | Mercedes                  | 44  | 4   | 1   | 1   | 1   | 2   | 1   | 1   | 7   | 1   | 3   | 1   | 1   | 1   | 1   | 1   |     | 3   | 573  |
| 1       | Mercedes                  | 77  | 1   | 2   | 3   | 11  | 3   | 3   | 2   | 5   | 2   | 1   | Ret | 2   | 2   | 14  | 8   | 8   | 2   | 573  |
| 1       | Mercedes                  | 63  |     |     |     |     |     |     |     |     |     |     |     |     |     |     |     | 9   |     | 573  |
| 2       | Red Bull Racing-Honda     | 23  | 13† | 4   | 5   | 8   | 5   | 8   | 6   | 15  | 3   | 10  | Ret | 12  | 15  | 7   | 3   | 6   | 4   | 319  |
| 2       | Red Bull Racing-Honda     | 33  | Ret | 3   | 2   | 2   | 1   | 2   | 3   | Ret | Ret | 2   | 2   | 3   | Ret | 6   | 2   | Ret | 1   | 319  |
| 3       | McLaren-Renault           | 4   | 3   | 5   | 13  | 5   | 9   | 10  | 7   | 4   | 6   | 15  | Ret | 13  | 8   | 8   | 4   | 10  | 5   | 202  |
| 3       | McLaren-Renault           | 55  | 5   | 9   | 9   | 13  | 13  | 6   | DNS | 2   | Ret | Ret | 5   | 6   | 7   | 5   | 5   | 4   | 6   | 202  |
| 4       | Racing Point-Mercedes     | 11  | 6   | 6   | 7   | WD  |     | 5   | 10  | 10  | 5   | 4   | 4   | 7   | 6   | 2   | 18† | 1   | Ret | 195  |
| 4       | Racing Point-Mercedes     | 18  | Ret | 7   | 4   | 9   | 6   | 4   | 9   | 3   | Ret | Ret | WD  | Ret | 13  | 9   | Ret | 3   | 10  | 195  |
| 4       | Racing Point-Mercedes     | 27  |     |     |     | DNS | 7   |     |     |     |     |     | 8   |     |     |     |     |     |     | 195  |
| 5       | Renault                   | 3   | Ret | 8   | 8   | 4   | 14  | 11  | 4   | 6   | 4   | 5   | 3   | 9   | 3   | 10  | 7   | 5   | 7   | 181  |
| 5       | Renault                   | 31  | 8   | Ret | 14  | 6   | 8   | 13  | 5   | 8   | Ret | 7   | Ret | 8   | Ret | 11  | 9   | 2   | 9   | 181  |
| 6       | Ferrari                   | 5   | 10  | Ret | 6   | 10  | 12  | 7   | 13  | Ret | 10  | 13  | 11  | 10  | 12  | 3   | 13  | 12  | 14  | 131  |
| 6       | Ferrari                   | 16  | 2   | Ret | 11  | 3   | 4   | Ret | 14  | Ret | 8   | 6   | 7   | 4   | 5   | 4   | 10  | Ret | 13  | 131  |
| 7       | AlphaTauri–Honda          | 10  | 7   | 15  | Ret | 7   | 11  | 9   | 8   | 1   | Ret | 9   | 6   | 5   | Ret | 13  | 6   | 11  | 8   | 107  |
| 7       | AlphaTauri–Honda          | 26  | 12† | 10  | 12  | Ret | 10  | 12  | 11  | 9   | 7   | 8   | 15  | 19  | 4   | 12  | 11  | 7   | 11  | 107  |
| 8       | Alfa Romeo Racing-Ferrari | 7   | Ret | 11  | 15  | 17  | 15  | 14  | 12  | 13  | 9   | 14  | 12  | 11  | 9   | 15  | 15  | 14  | 12  | 8    |
| 8       | Alfa Romeo Racing-Ferrari | 99  | 9   | 14  | 17  | 14  | 17  | 16  | Ret | 16  | Ret | 11  | 10  | 15  | 10  | Ret | 16  | 13  | 16  | 8    |
| 9       | Haas–Ferrari              | 8   | Ret | 13  | 16  | 16  | 16  | 19  | 15  | 12  | 12  | 17  | 9   | 17  | 14  | Ret | Ret |     |     | 3    |
| 9       | Haas–Ferrari              | 20  | Ret | 12  | 10  | Ret | Ret | 15  | 17  | Ret | Ret | 12  | 13  | 16  | Ret | 17† | 17  | 15  | 18  | 3    |
| 9       | Haas–Ferrari              | 51  |     |     |     |     |     |     |     |     |     |     |     |     |     |     |     | 17  | 19  | 3    |
| 10      | Williams–Mercedes         | 6   | 11  | 17  | 19  | 15  | 19  | 18  | 16  | 11  | Ret | 16  | 14  | 18  | 11  | Ret | 14  | Ret | 17  | 0    |
| 10      | Williams–Mercedes         | 63  | Ret | 16  | 18  | 12  | 18  | 17  | Ret | 14  | 11  | 18  | Ret | 14  | Ret | 16  | 12  |     | 15  | 0    |
| 10      | Williams–Mercedes         | 89  |     |     |     |     |     |     |     |     |     |     |     |     |     |     |     | 16  |     | 0    |
| Poř.    | Konstruktér               | No. | AUT | STY | HUN | GBR | 70A | ESP | BEL | ITA | TUS | RUS | EIF | POR | EMI | TUR | BHR | SKR | ABU | Body |
| Zdroje: |                           |     |     |     |     |     |     |     |     |     |     |     |     |     |     |     |     |     |     |      |

| Legenda k tabulce | Legenda k tabulce                                                                       |
| Barva             | Výsledek                                                                                |
| ----------------- | --------------------------------------------------------------------------------------- |
| Zlatá             | Vítěz                                                                                   |
| Stříbrná          | 2. místo                                                                                |
| Bronzová          | 3. místo                                                                                |
| Zelená            | Bodované umístění                                                                       |
| Modrá             | Nebodované umístění                                                                     |
| Modrá             | Dokončil neklasifikován (NC)                                                            |
| Fialová           | Odstoupil (Ret)                                                                         |
| Červená           | Nekvalifikoval se (DNQ)                                                                 |
| Červená           | Nepředkvalifikoval se (DNPQ)                                                            |
| Černá             | Diskvalifikován (DSQ)                                                                   |
| Bílá              | Nestartoval (DNS)                                                                       |
| Bílá              | Závod zrušen (C)                                                                        |
| Světle modrá      | Pouze trénoval (PO)                                                                     |
| Světle modrá      | Páteční testovací jezdec (TD)                                                           |
| Bez barvy         | Netrénoval (DNP)                                                                        |
| Bez barvy         | Vyřazen (EX)                                                                            |
| Bez barvy         | Nepřijel (DNA)                                                                          |
| Bez barvy         | Odvolal účast (WD)                                                                      |
| Bez barvy         | Nezúčastnil se (prázdné)                                                                |
| Označení          | Význam                                                                                  |
| Tučnost           | Pole position                                                                           |
| Kurzíva           | Nejrychlejší kolo                                                                       |
| †                 | Jezdec nedojel do cíle, ale byl klasifikován, protože odjel více než 90 % délky závodu. |
| ‡                 | Byl udělován poloviční počet bodů, protože bylo odjeto méně než 75 % délky závodu.      |
| Horní index       | Umístění bodujících jezdců ve sprintu                                                   |

Poznámky
1. ↑  Racing Point ztratil 15 bodů poté, co byl uznán protest Renaultu, který se týkal legalizace vozů Racing Point. Celkový zisk by byl 210 bodů.